# Les Démons (film, 2014)
Pour les articles homonymes, voir Les Démons (homonymie) et Démons.
Les Démons (en russe : Бесы) est une mini-série télévisée russe en quatre épisodes réalisée par Vladimir Khotinenko et diffusée en 2014 sur Rossiya 1. Il s'agit de l'adaptation du roman éponyme de Fiodor Dostoïevski,.

## Synopsis
Piotr Verkhovenski dirige une organisation secrète de révolutionnaires. Il projette l’assassinat collectif d’Ivan Chatov qui s'apprête à quitter le groupe, ce qui d'une part empêchera Chatov de les dénoncer et, d'une autre - permettra de lier les autres par le sang,.

## Fiche technique
- Titre : Les Démons
- Réalisation : Vladimir Khotinenko
- Scénario : Natalia Nazarova
- Photographie : Denis Alarcón Ramírez
- Montage : Max Polinski, Maksim Ourmanov
- Costumes : Dmitri Andreev, Vladimir Nikiforov
- Son : Pavel Doreuli
- Musique : Alexeï Aïgui
- Pays d'origine :  Russie
- Format : Couleurs - 35 mm
- Genre : drame
- Date de sortie : : 25 mai 2014

## Distribution
- Maxime Matveïev : Nikolaï Stavroguine
- Anton Chaguine : Piotr Verchovenski
- Sergueï Makovetski : Goremykine, l'enquêteur
- Vladimir Zaïtsev : Fliboustierov, le policier
- Igor Kostolevsky : Stepan Verkhovenski
- Alexandre Galibine : von Lembke, le gouverneur
- Nadejda Markina : mère de Nikolaï Stavroguine
- Boris Kamorzine : Ignat Lebiadkine
- Maria Chalaïeva : Maria Lebiadkina
- Evguéni Tkatchouk : Ivan Chatov
- Alexandre Kouznetsov : lycéen